# II Zbór Kościoła Chrześcijan Baptystów „Koinonia” w Poznaniu
Drugi Zbór Kościoła Chrześcijan Baptystów „Koinonia” w Poznaniu – zbór Kościoła Chrześcijan Baptystów znajdujący się w Poznaniu, przy ulicy Przemysłowej 48a.
Nabożeństwa odbywają się w każdą niedzielę o godzinie 10:30.